# Moenkhausia bonita
Moenkhausia bonita ist eine kleine Fischart aus der Salmlerfamilie der Acestrorhamphidae, die bisher nur von der Terra typica, dem oberen Rio Miranda im brasilianischen Bundesstaat Mato Grosso do Sul, bekannt ist.

## Merkmale
Moenkhausia bonita erreicht eine maximale Standardlänge von 4,4 Zentimetern und hat einen langgestreckten Körper. Die Grundfärbung ist silbrig-grün. Auf den Flanken liegt ein silbriger Mittelstreifen. Auffällig ist ein schwarzer rautenförmiger Fleck am Schwanzstiel. Der körpernahe Abschnitt der Rückenflosse ist rosarot oder gelblich-rot, der distale Abschnitt ist weiß. Die Afterflosse ist transparent mit einem rosaroten oder gelblich-roten Schimmer, der distale vordere Bereich ist weiß. Oberhalb und unterhalb des rautenförmigen Flecks an der Schwanzflossenbasis ist die Basis rot, die Spitzen aller Schwanzflossenstrahlen sind weiß. Die Brustflossen sind transparent, die Bauchflossen sind transparent mit einem rosaroten oder gelblichroten Einschlag. Die Fettflosse ist transparent gelblich mit spärlichen schwarzen Chromatophoren. Die Iris ist hellgelb. Die Schwanzflosse ist gegabelt.
- Flossenformel: Dorsale ii/9, Anale iv/18–22, Pectorale i/11–12, Ventrale i/7, Caudale i/17/i.
- Schuppenformel: SL 29–34.

## Lebensraum
Die Terra typica ist ein Gewässer mit langsamer Strömung. Die Fische leben dort in kleinen Schwärmen von 10 bis 30 Exemplaren. Magenuntersuchungen bei zwei Individuen ergaben, dass sich die Fische vor allem von Anflugnahrung (Zweiflügler und Käfer) ernähren.

## Systematik
Moenkhausia bonita wurde 2004 durch drei brasilianische Wissenschaftler erstbeschrieben. Die Gattung Moenkhausia ist jedoch nicht monophyletisch, sondern besteht aus mehreren Kladen, die sogar zu unterschiedlichen Unterfamilien in der Familie Acestrorhamphidae gehören. Moenkhausia bonita gehört zur Unterfamilie Stichonodontinae und bildet dort eine Klade mit einigen Hemigrammus-Arten (z. B. Hemigrammus rodwayi, H. ataktos, H. schmardae) und Hyphessobrycon stegemanni.

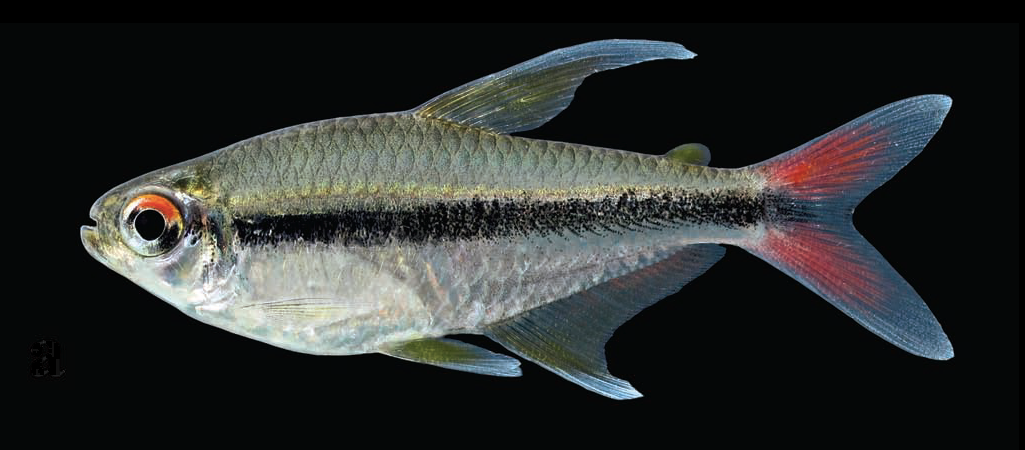
Hemigrammus ataktos
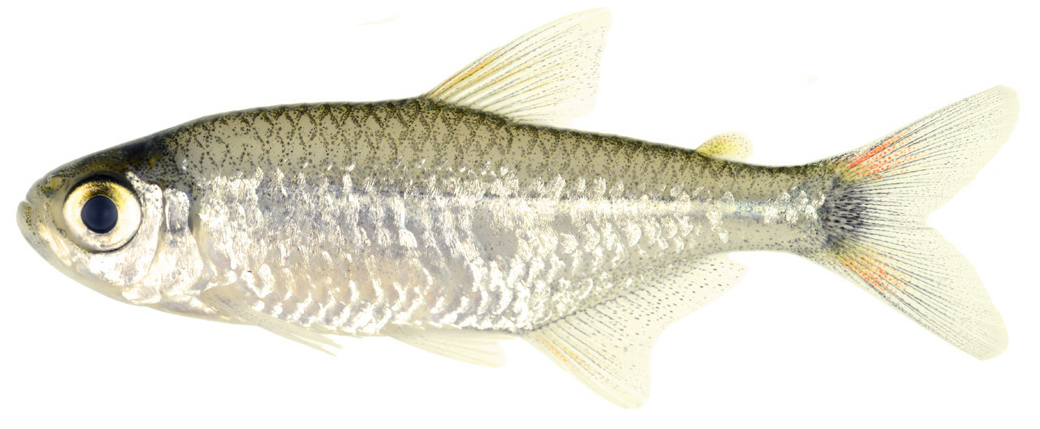
Hemigrammus rodwayi
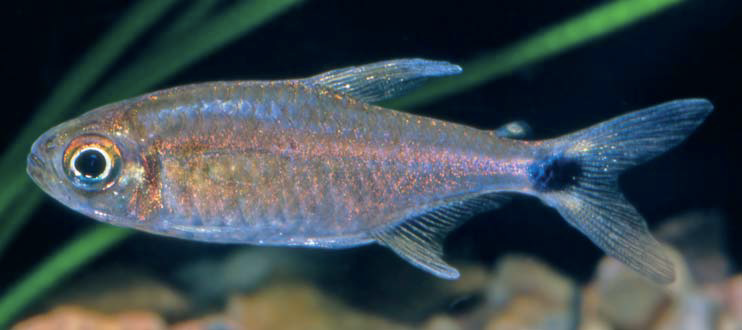
Hemigrammus schmardae
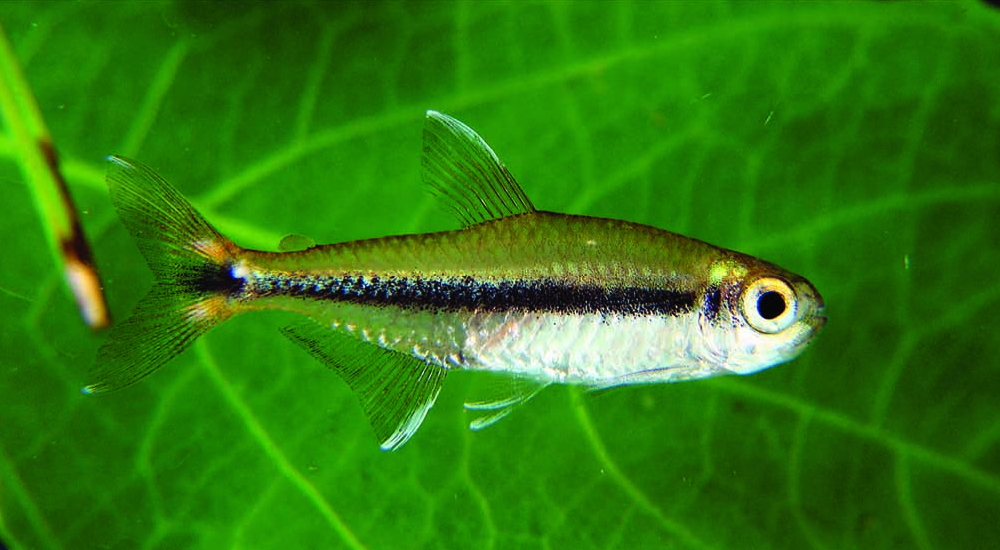
Hyphessobrycon stegemanni